# Eva Ayllón + Inti-Illimani Histórico
Eva Ayllón + Inti-Illimani Histórico è un album dal vivo della cantante peruviana Eva Ayllón e del gruppo musicale cileno Inti-Illimani Histórico, pubblicato nel 2012.

## Descrizione
Questo disco è il punto di arrivo di una collaborazione tra Inti-Illimani Histórico e la cantante peruviana Eva Ayllón iniziata nel 2006 in occasione di un concerto, proseguita nel 2010, quando Eva Ayllón collaborò al precedente disco del gruppo, Travesura, cantando la canzone No me cumbén e confluita poi in una serie di concerti fino alla decisione di registrare questo disco.
La scaletta pesca tra autori cileni (Víctor Jara, Elizabeth Morris, Osvaldo "Gitano" Rodríguez, José Seves), brani della tradizione afro-peruviana e autori peruviani (Chabuca Granda, Augusto Polo Campos, Nicomedes Santa Cruz, Juan Criado, César Miró) a cercare un punto d'incontro tra le culture di questi due paesi sud-americani.
Tra le canzoni troviamo brani mai interpretati prima dal gruppo insieme a canzoni appartenenti al loro repertorio (No me cumbén, Fina estampa, Llanto de luna, Arroz con cocolón) selezionate perché particolarmente affini al repertorio della cantante peruviana.
Ingá, brano inciso da Víctor Jara nel suo LP del 1970 Canto libre con l'accompagnamento degli Inti-Illimani, è qui realizzato in una versione molto più fedele alla tradizione peruviana.
Prima di registrare questo disco abbandona il gruppo Jorge Ball.
L'album, registrato dal vivo il 17 e 18 gennaio 2012 al Café Torres di Santiago del Cile, è stato pubblicato in formato LP e CD nel 2012 dalle etichette discografiche SURA e Plaza Independencia Música, mentre Feria Music ha pubblicato un DVD, con la regia di Ricardo Larraín, pubblicato con identico titolo.

## Tracce
1. Valparaíso – 3:54 (Osvaldo Rodríguez)
2. No me cumbén – 3:24 (popolare peruviano)
3. Deja la vida volar – 4:25 (Víctor Jara)
4. Darte luz – 4:02 (Elizabeth Morris)
5. Fina estampa – 3:43 (Chabuca Granda)
6. Bailando con tu sombra – 4:22 (Víctor Heredia)
7. Regresa – 5:16 (Augusto Polo Campos)
8. Ritmos negros del Perú – 4:43 (testo: Nicomedes Santa Cruz – musica: José Seves)
9. Ingá – 5:06 (popolare peruviano)
10. Llanto de luna – 3:54 (Julio Gutiérrez)
11. Arroz con cocolón – 4:10 (musica: Juan Criado)
12. Toro mata – 4:50 (popolare peruviano)
13. Todos vuelven – 3:19 (César Miró)

Durata totale: 55:08

## Crediti

### Formazione
- Eva Ayllón - voce
- Horacio Salinas - voce, chitarra, sicus, bombo
- José Seves - voce, chitarra, tiple, quena, cajón, sicus
- Horacio Durán - charango, tiple, percussioni
- Fernando Julio - voce, guitarrón mexicano
- Danilo Donoso - voce, percussioni
- Camilo Salinas - voce, pianoforte, acordeón
- Marco Campos - voce, percussioni

### Personale tecnico
- Francisco Javier Olea - grafica e copertina
- Vicente Larrea Mangiola - grafica e copertina